# 假司氏马先蒿
假司氏马先蒿（学名：Pedicularis pseudosteiningeri）为列当科马先蒿属的植物，为中国的特有植物。分布于中国大陆的四川等地，生长于海拔3,000米至4,300米的地区，多生长在空旷多石的草坡和云杉林中，目前尚未由人工引种栽培。